# Eugène Martenot de Cordoue
Pour les articles homonymes, voir Martenot.
Eugène Hubert Martenot de Cordoue, né le 24 septembre 1818 à Vauxbuin, près de Soissons et décédé le 28 avril 1879. Il a été médecin en chef de différents corps d'armée et de l'hôpital de Besançon.

## Biographie
Troisième fils de François baron Martenot de Cordoux, officier du Premier Empire qui s'était illustré à Waterloo et de Apolline de Chadelas de Vaubuin. Il est le frère des généraux François Charles Octave Martenot de Cordoue et Charles Edmond. Le 4e fils du baron Martenot est également militaire capitaine de zouaves.
Il est élève en école de médecine le 18 septembre 1837, puis devient sous-aide le 26 mars 1839. Il exerce comme chirurgien sous-aide au Hôpital du Val de Grâce en 1843. Le 21 avril 1844, il devient aide-major de 2e classe à Montpellier.

### Campagnes en Afrique du Nord
Il a été actif comme chirurgien-major lors de la campagne de conquête de l'Algérie dont il publiera ses souvenirs ,. Il y est cité à l'ordre de l'armée sur la demande du colonel de Saint-Arnaud.
Il se distingue lors de l'assaut de Zaatcha où il était chef de l'ambulance de Canrobert. Il en est récompensé en étant nommé aide-major de 1re classe puis deux jours plus tard, chevalier de la légion d'honneur le 9 janvier 1850,.
Médecin militaire, il servit dans le 5è bataillon de Chasseurs à pied du 17 janvier au 17 août 1852 comme chirurgien aide-major de 1ère classe. Il épouse le 22 septembre 1852 Apolline-Elisabeth Dessirier. Le 18 décembre 1852, il est médecin major de 2e classe et à ce titre, il assistera en 1856 avec le 13e bataillon de Chasseurs à pied au combat des Beni-Douella en Kabylie où son cheval sera tué sous lui. Le commandant Ponsard le cite à l'armée en ces termes « Au moment où je parle de nos pertes et de nos blessés, j'ai à payer à M. le médecin-major Martenot de Cordoux le tribut de la reconnaissance de ces derniers; tous ou presque tous ont reçu ses premiers soins au milieu des balles; chacun de nous l'a vu à ses côtés, s'exposant sans cesse pour se dévouer à tous, et le bataillon lui gardera un souvenir d'affectueuse gratitude. » L'année suivante, il est nommé médecin-major de 1re classe au combat de Beni-Raten en Kabylie.

### Campagne d'Italie
Il fut remarqué lors de la campagne d'Italie. Il élevé au grade d'officier le 20 juin 1859 à Marignan où il était chef de l'ambulance du quartier général du 1er Corps d'armée d'Italie,,,. Durant cette campagne, il s'occupera de plusieurs hôpitaux de Milan en juillet et août 1859 où il testa notamment les pansements à base de coaltar. En 1861, il teste une méthode d'anesthésie à base de chloroforme camphré pour retirer les plaies des ongles incarnés chez les soldats. Plus tard, Eugène Martenot de Cordoue fera partie des donateurs pour la reconstruction du Palais de la Légion d'Honneur. Ses deux frères et son père étant commandeurs de la légion d'honneur, il en fait également la demande mais cette promotion lui est refusée à la suite d'une note le présentant comme trop bonapartiste.

### Guerre franco-prussienne
Le 13 mars 1867, il est nommé médecin de 2e classe. Il a proposé à l'Académie de médecine en 1867 une méthode de constatation du décès en l'absence de médecin : selon lui, l'apparition d'une phlyctène lorsqu'on approche un fer rougi de l'épiderme serait le signe de la persistance de la vie, l'exhalation de gaz serait au contraire le signe de la mort.
Il est nommé médecin de première classe le 20 novembre 1870 à la bataille de Coulmiers et était médecin en chef du 15e Corps d'armée (armée de la Loire). Il est ensuite médecin en chef de l'ambulance du quartier général du 5e Corps et assiste au désastre de l'armée française. Il termine cette guerre comme médecin en chef de l'armée de l'Est sous le général Bourbaki.

### Service hospitalier
Il se retrouve ensuite en poste à l'hôpital de Besançon,. Il avait dès 1861, passé l'aptitude à la chirurgie hospitalière. En 1876, il était encore en poste à l'hôpital de Besançon. Son épouse décède en mars 1878. Il entre en liquidation de sa retraite en octobre 1878 et la prend le 3 novembre 1878 au grade de médecin principal de 1re classe dans cet hôpital militaire. Il cesse officiellement son activité le 8 décembre de la même année. Il a effectué 22 années de service en campagne, 14 campagnes et obtenu deux citations.
Il meurt peu de temps après avoir pris sa retraite, le 28 avril 1879,, laissant deux orphelines : Marie-Charlotte-Bathilde  et Jeanne-Baptiste-apolline-Elisabeth.

### Descendance
De son mariage avec Apolline-Elisabeth Dessirier, le médecin en chef Martenot de Cordoue a eu deux filles :
- Jeanne-Baptiste-Apolline-Elisabeth, épouse vers 1840 Victor-Auguste Gœdorp[15].
- Marie-Charlotte-Bathilde[18] eut de son second mariage un fils qui suit:
  - André Martenot de Cordoux qui fut pilote de chasse et un As de la première guerre mondiale avec 8 victoires homologuées et au moins 7 citations à l'ordre de l'armée[19].

## Publications
- Eugène Hubert Martenot, « Traitement de l'entorse. Immersion continue pendant plusieurs jours de l'articulation souffrante dans l'eau froide. Bandage particulier, etc. (Hôpital militaire du Val-de-Grâce) », Gazette des Hôpitaux civils et militaires, Paris, vol. 5, no 28,‎ 1843, p. 110 (lire en ligne)
- Eugène Hubert Martenot de Cordoux, (Thèse) Essai sur les fausses articulations, Montpellier, 1844
- Eugène Hubert Martenot de Cordoux, Rapport sur le coaltar dans le pansement des plaies atteintes de pourriture d'hôpital : Six observations - Hôpitaux de San Francesco et de la Canonica, du 1er au 16 août 1859, Milan, 1859
- Eugène Albert Martenot de Cordoux, « Du chloroforme camphré comme agent d'anesthésie locale », Bulletin de la Société de médecine de Besançon,‎ 1861[11],[20]
- Eugène Albert Martenot de Cordoux, « (titre exact non retrouvé - article sur l'utilisation du sel de Bismuth pour soigner les urétrites et cité dans un autre journal) », Bulletin de la Société de médecine de Besançon,‎ 1861[21]
- Eugène Albert Martenot de Cordoux, « Anesthésie locale employée avec succès pour l'opération de l'ongle incarné, par le procédé de Baudens », Journal des Connaissances Médicales et Pharmaceutiques,‎ décembre 1864
- Eugène Martenot de Cordoux, « Souvenirs de la conquête de l'Algérie », La Revue Hebdomadaire, no 6 juin 1903,‎ 6 juin 1903

## Décorations
- : Officier de la Légion d'honneur le 20 juin 1859[7]
- chevalier de l'Ordre de François-Joseph (14 avril 1860), Autriche-Hongrie[7]
- Médaille d'Italie[7]